# Sammy Adjei
Samuel "Sammy" Adjei (Accra, 1. rujna 1980.) bivši je ganski nogometaš i reprezentativac. Nadimak mu je "Sammy Barthez".

## Karijera
15. rujna 2005. je otišao iz accranskog kluba Hearts of Oak za 150.000 dolara u izraelski klub Ashdod. Postao je nacionalni nogometni heroj nakon što je obranio jedanaesterac danskom reprezentativcu Jensenu. Jedan je od najvećih afričkih vratara. Do 2006. je bio standardni reprezentativac. Nakon toga je pao u drugi plan, jer su njegove male nekoncentriranosti prouzročile to da je primio previše pogodaka.
29. studenog 2008. se vratio u matični klub Accra Hearts of Oak SC. Pristao se vratiti u svoj matični klub Accra Hearts Of Oak SC. Lokalnim je novinama rekao da je pristao igrati za njih što bi moglo uvjeriti ganskog izbornika Milovana Rajevca da odustane od toga da ga umirovi u međunarodnoj reprezentativnoj karijeri.

## Međunarodna karijera
Bio je u sastavu izabranih ganskih reprezentativaca na Afričkom kupu nacija 2000., 2002., 2006. i 2008. godine i na SP-u u Njemačkoj 2006. godine.
Bio je prvi vratar Gane. Na turnirima Kupa afričkih nacija 2006. u Egiptu i na SP-u 2006. Branio je na jednom susretu kao zamjena kad se prvi vratar Richard Kingson ozlijedio.
Dana 24. ožujka 2007. branio je na prijateljskoj utakmici protiv Austrije u Grazu. Ozlijedio se u sudaru s austrijskim napadačem i moralo ga se odvesti u bolnicu. Richard Kingson ga je zamijenio. Adjeia se još jednom pozvalo u gansku reprezentaciju za Afrički kup nacija 2008. gdje je bio drugi vratar. Nakon toga se povukao iz reprezentacije. Danas živi u New Jerseyju s obitelji.